# NGC 7703
NGC 7703 ist eine linsenförmige Galaxie vom Hubble-Typ S0 im Sternbild Pegasus am Nordsternhimmel. Sie ist schätzungsweise 189 Millionen Lichtjahre von der Milchstraße entfernt und hat einen Durchmesser von etwa 120.000 Lichtjahren. 

Im selben Himmelsareal befinden sich u. a. die Galaxien NGC 7691, NGC 7711 und NGC 7722.
Das Objekt wurde am 7. Oktober 1825 von John Herschel entdeckt.